# Evelyn Brent
Evelyn Brent (20 de octubre de 1899 – 4 de junio de 1975) fue una actriz cinematográfica y teatral estadounidense.

## Biografía
Su verdadero nombre era Mary Elizabeth Riggs, y nació en Tampa, Florida. Tenía diez años cuando su madre falleció, debiendo su padre cuidarse de su crianza. Tras trasladarse a Nueva York siendo adolescente, su atractivo físico le dio trabajo como modelo y la oportunidad de adentrarse en el negocio relativamente reciente de la industria cinematográfica. En un principio estudió magisterio. Mientras asistía a una escuela en Nueva York visitó el World Film Studio en Fort Lee (Nueva Jersey). Dos días después estaba trabajando allí como extra por tres dólares al día.

## Trayectoria
Su debut en el cine con un trabajo de importancia fue en la producción de 1915, basada en el poema de Robert W. Service The Shooting of Dan McGrew.
Ya con el nombre de Evelyn Brent, siguió trabajando en el cine, interpretando a mujeres sensuales, a menudo adictas al sexo y a las drogas. Tras la Primera Guerra Mundial, fue a Londres a pasar unas vacaciones. Allí conoció al dramaturgo americano Oliver Cromwell, quien le solicitó que aceptara un importante papel en The Ruined Lady. La producción se estrenó en el teatro londinense. La actriz permaneció cuatro años en Inglaterra, trabajando en películas producidas por compañías británicas. También trabajó en el teatro antes de volver a Hollywood en 1922. 
En Estados Unidos su carrera recibió un fuerte impulso cuando, al año siguiente, fue elegida como una de las WAMPAS Baby Stars. Contratada por Douglas Fairbanks, él no fue capaz de encontrar un guion para Brent. Ella dejó la compañía para unirse a Associated Authors.
Tras ello, Evelyn rodó más de dos docenas de películas mudas, incluyendo tres con el director austriaco Josef von Sternberg. En 1928 protagonizó junto a William Powell la primera película sonora de Paramount Studios, Interference (1928), que no dejó un gran resultado en taquilla. No disuadida, Brent interpretó papeles importantes en otros varios títulos, destacando The Silver Horde (La borda argentada) en 1930. 
A principios de los años treinta, tenía abundante trabajo interpretando papeles secundarios en películas así como haciendo giras en espectáculos de vodevil. Entre sus últimas películas destacan Dangerous Lady (1941), The Golden Eye (1948), The Mad Empress (1939), y Again...Pioneers (1950). Tras actuar en más de 120 filmes, se retiró de la interpretación en 1950 y se dedicó a ser representante de actores.
Evelyn volvió a actuar en un episodio de la serie televisiva Wagon Train en 1960. También trabajó en The Lita Foladaire Story (1960).

## Vida privada
Evelyn Brent estuvo casada en tres ocasiones. Uno de sus maridos fue el ejecutivo cinematográfico Bernard P. Fineman. Su último marido fue el actor Harry Fox, el cual dio nombre al baile foxtrot. Estuvieron casados hasta la muerte de él en 1959.
Evelyn falleció de un infarto agudo de miocardio en 1975 en su domicilio de Los Ángeles. Tenía 75 años. Fue incinerada y enterrada en el cementerio San Fernando Mission en Mission Hills, California. Por su contribución a la industria cinematográfica fue recompensada con una estrella en el Paseo de la Fama de Hollywood, en el 6548 de Hollywood Boulevard.